# Línea 76 (EMT Madrid)
La línea 76 de la EMT de Madrid une la plaza de la Beata María Ana de Jesús con Villaverde Alto.

## Características

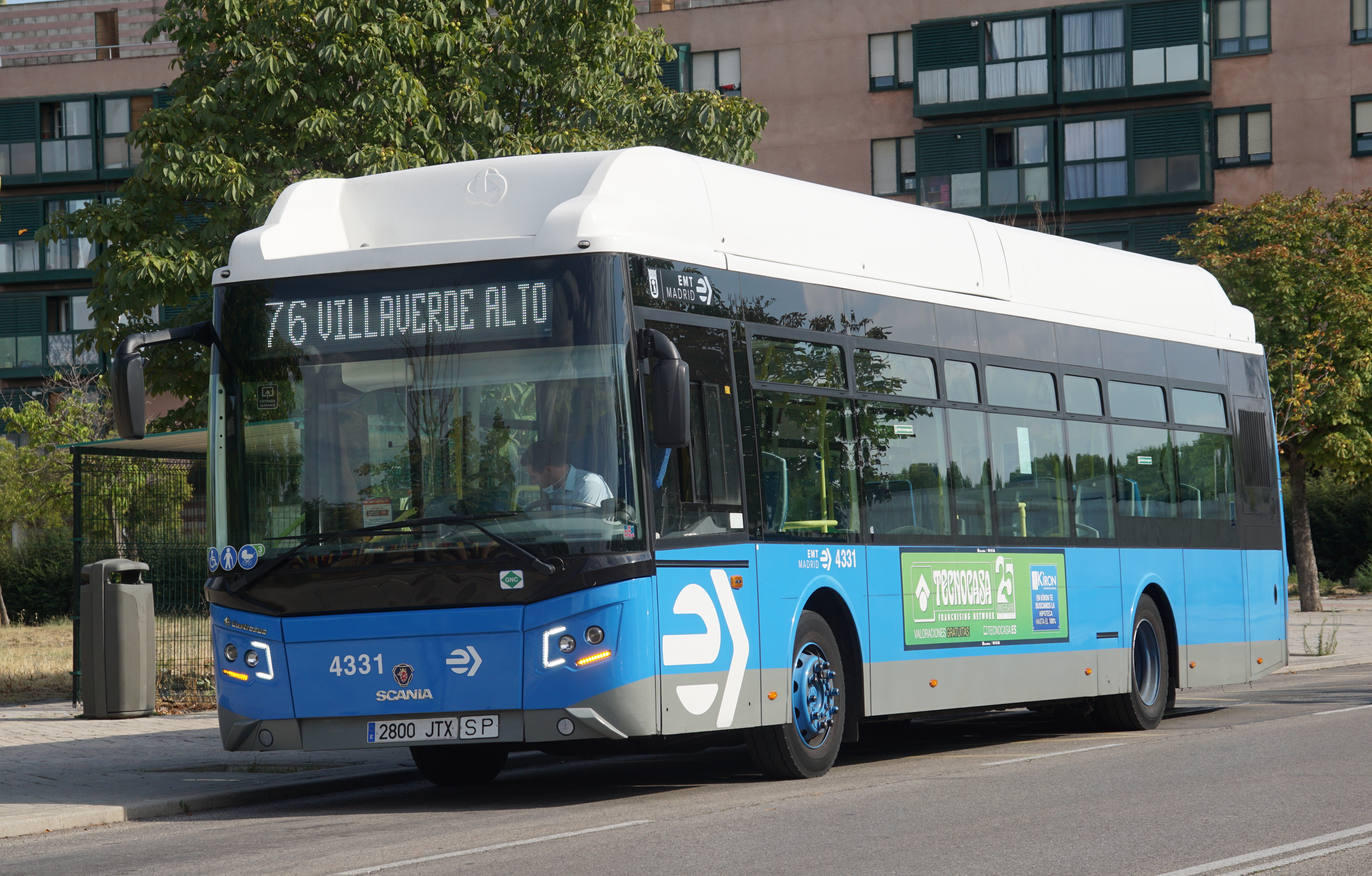
En el final de Villaverde Alto en el Pº Plata y Castanar, agosto de 2020. En esta época ya no era una línea eléctrica

Esta línea, a diferencia de las líneas 22 y 79, circula por dentro del barrio de Orcasur y no por la Avenida de Andalucía, y atiende a la barriada de Plata y Castañar del distrito de Villaverde, situada dentro del núcleo conocido como Villaverde Alto pero fuera del casco histórico.
Es la única línea que cubre toda la calle Eduardo Barreiros. Además, desde el 22 de enero de 2018 es la primera línea de la EMT, y la primera en España,  de "emisión cero", servida íntegramente por autobuses eléctricos con sistema de recarga por inducción mediante placas situadas en ambas cabeceras, tardando 8 minutos en realizar la carga. La línea funciona diariamente con cinco autobuses eléctricos del modelo Castrosua Tempus.

### Frecuencias
| Lunes a viernes laborables |               |
| De 6:00 a 23:00            | 15-20 minutos |
| Sábados laborables         |               |
| De 6:00 a 8:00             | 20-27 minutos |
| De 6:00 a 22:00            | 20-22 minutos |
| De 22:00 a 23:00           | 21-27 minutos |
| Domingos y festivos        |               |
| De 7:00 a 10:00            | 21-30 minutos |
| De 10:00 a 22:00           | 20-22 minutos |
| De 22:00 a 23:00           | 21-28 minutos |

## Recorrido y paradas

### Sentido Villaverde Alto
La línea inicia su recorrido en la plaza de la Beata María Ana de Jesús, desde la cual sale por el paseo de las Delicias hacia el sur, llegando hasta la plaza de Legazpi.
Desde esta plaza sale por el puente de Andalucía, que franquea el río Manzanares y llega a la glorieta de Cádiz, en la cual la línea toma la salida de la avenida de Córdoba, que recorre en su totalidad hasta pasar junto al hospital 12 de Octubre, en la glorieta de Málaga, donde se incorpora a la avenida de Andalucía brevemente para girar enseguida a la derecha por la calle Eduardo Barreiros.
A continuación, la línea recorre toda la calle Eduardo Barreiros hasta desembocar en la calle Alcocer girando a la derecha para incorporarse a la misma. Circula por esta calle hasta el final, donde toma la calle Villalonso, por la cual llega a la barriada de Plata y Castañar de Villaverde, teniendo su cabecera en el paseo Plata y Castañar.
| Código | Parada                                   | Común con                                                                | Conexiones con Metro y Cercanías | Otros |
| ------ | ---------------------------------------- | ------------------------------------------------------------------------ | -------------------------------- | ----- |
| 2793   | PLAZA BEATA                              |                                                                          |                                  |       |
| 1170   | Legazpi                                  | 8 19 45 47 59 62 85 86 247                                               | Legazpi                          |       |
| 5718   | Glorieta de Cádiz                        | 18 22 59 79 85 86 411 421 422 424 426 447 448                            |                                  |       |
| 5719   | Almendrales                              | 18 22 59 79 85 86                                                        | Almendrales                      |       |
| 5720   | Avenida de Córdoba                       | 18 22 59 79 85 86                                                        |                                  |       |
| 1132   | Hospital 12 de Octubre                   | 18 22 59 79 81 85 86 411 421 422 423 424 426 429 447 448 VAC-158 VAC-231 | Hospital 12 de Octubre           |       |
| 5378   | Glorieta de Málaga                       | 18 22 59 79 81 85 86                                                     |                                  |       |
| 2794   | Avenida Poblados-Eduardo Barreiros       |                                                                          |                                  |       |
| 2801   | Eduardo Barreiros-Avenida de los Rosales | 78                                                                       |                                  |       |
| 2797   | Eduardo Barreiros-Salvador Martínez      | 116                                                                      |                                  |       |
| 2799   | Eduardo Barreiros-Centro de Salud        | 116                                                                      |                                  |       |
| 2803   | Eduardo Barreiros-Corte del Faraón       | 116                                                                      |                                  |       |
| 2795   | Eduardo Barreiros-PSA                    |                                                                          |                                  |       |
| 5069   | Eduardo Barreiros-Asombro de Damasco     |                                                                          |                                  |       |
| 5067   | Eduardo Barreiros-El Caserío             |                                                                          |                                  |       |
| 1193   | Puente Alcocer                           | 22 86 130 432 448                                                        | Puente Alcocer                   |       |
| 2810   | Junta Municipal Villaverde               |                                                                          |                                  |       |
| 2812   | Villalonso-Puebla de Sanabria            |                                                                          |                                  |       |
| 2814   | Plata y Castañar                         |                                                                          |                                  |       |
| 2816   | VILLAVERDE ALTO                          |                                                                          |                                  |       |

### Sentido Plaza de la Beata
El recorrido de vuelta es idéntico al de la ida pero en sentido contrario.
| Código | Parada                                    | Común con                                                             | Conexiones con Metro y Cercanías | Otros |
| ------ | ----------------------------------------- | --------------------------------------------------------------------- | -------------------------------- | ----- |
| 2816   | VILLAVERDE ALTO                           |                                                                       |                                  |       |
| 3657   | Parque Plata y Castañar                   |                                                                       |                                  |       |
| 2815   | Plata y Castañar                          |                                                                       |                                  |       |
| 2813   | Villalonso-Puebla de Sanabria             |                                                                       |                                  |       |
| 2811   | Junta Municipal Villaverde                |                                                                       |                                  |       |
| 1194   | Puente Alcocer                            | 22 86 130 432 448                                                     | Puente Alcocer                   |       |
| 2808   | Parque de Ingenieros                      |                                                                       |                                  |       |
| 5066   | Eduardo Barreiros-El Caserío              |                                                                       |                                  |       |
| 5068   | Eduardo Barreiros-Asombro de Damasco      |                                                                       |                                  |       |
| 2796   | Eduardo Barreiros-PSA                     |                                                                       |                                  |       |
| 2804   | Eduardo Barreiros-M40                     |                                                                       |                                  |       |
| 3640   | Eduardo Barreiros-Alerce                  | 116                                                                   |                                  |       |
| 2798   | Eduardo Barreiros-Salvador Martínez       |                                                                       |                                  |       |
| 2802   | Eduardo Barreiros-Avenida de los Rosales  | 78                                                                    |                                  |       |
| 3727   | Eduardo Barreiros-Avenida de los Poblados |                                                                       |                                  |       |
| 1134   | Avenida de Andalucía-San Fermín           | 18 22 59 79 85 86 411                                                 |                                  |       |
| 5379   | Glorieta de Málaga                        | 18 22 59 79 85 86                                                     |                                  |       |
| 5380   | Hospital 12 de Octubre                    | 18 22 59 79 85 86 411 421 422 423 424 426 429 447 448 VAC-158 VAC-231 | Hospital 12 de Octubre           |       |
| 5702   | Avenida de Córdoba                        | 18 22 59 79 85 86                                                     |                                  |       |
| 5703   | Almendrales                               | 18 22 59 79 85 86                                                     | Almendrales                      |       |
| 5704   | Glorieta de Cádiz                         | 18 22 59 79 85 86 411 421 422 424 426 447 448                         |                                  |       |
| 3858   | Legazpi                                   | 47 59 62 85 86 247                                                    | Legazpi                          |       |
| 2793   | PLAZA BEATA                               |                                                                       |                                  |       |

## Galería de imágenes

Mapa zonal de la estación de Almendrales con las líneas de autobuses que pasan por ella, entre las que se encuentra la línea 76.